# Dunmore Pineapple

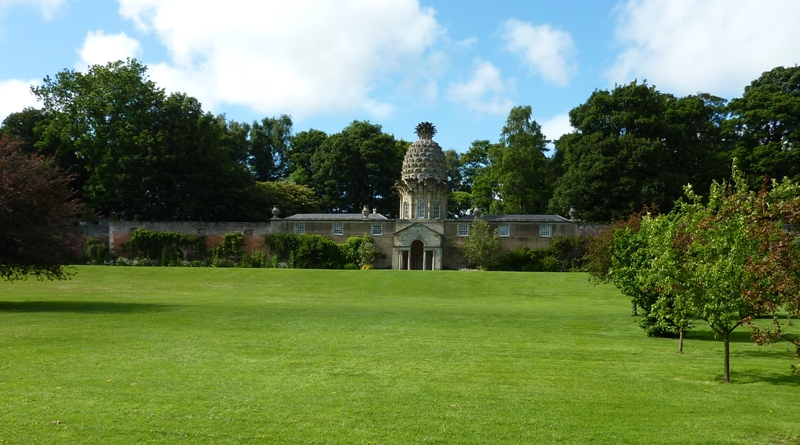
De Dunmore Pineapple werd gebouwd in 1761.

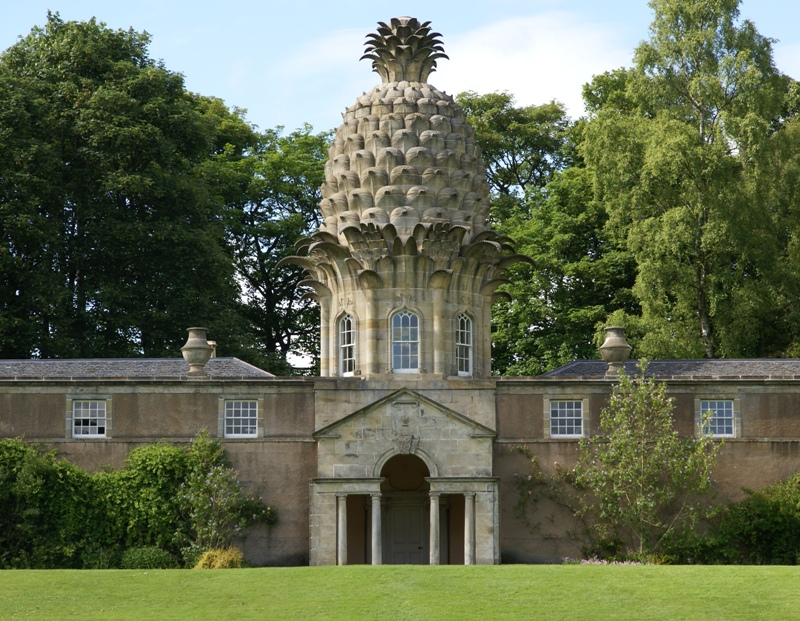
Het centrale paviljoen is uitgevoerd in palladiaanse stijl en gekroond met een koepel in de vorm van een ananas.

De Dunmore Pineapple (letterlijk vertaald: de Dunmore Ananas), ook wel de The Pineapple (De Ananas) genoemd, is een achttiende-eeuwse folly in de vorm van een ananas, gelegen ongeveer één kilometer ten noordwesten van Airth in de Schotse regio Falkirk.

## Geschiedenis
In 1761 bouwde John Murray, vierde graaf van Dunmore The Pineapple op het grondgebied van Dunmore House. Het is niet bekend waarom hij de Pineapple bouwde, wellicht als een extravagant zomerhuis of als symbool van zijn terugkomst uit de Verenigde Staten waar ananassen een teken van welkom waren. Vermoedelijk was de architect Sir William Chambers (1723-1796) verantwoordelijk voor het ontwerp.
In 1974 werden de Pineapple en de omringende tuinen geschonken aan de National Trust for Scotland door de gravin van Perth. De Landmark Trust restaureerde de Pineapple en bouwde er vakantieappartementen in. De architect hiervoor was David Carr.
De graaf en gravin van Perth woonden in de tweede helft van de twintigste eeuw in Stobhall House (regio Perth and Kinross). Ze wilden eigenlijk de Pineapple laten verplaatsen naar de tuinen van Stobhall House. Toen dat echter niet haalbaar bleek, werd de Pineapple geschonken aan de Trust. In 1987-1989 lieten ze op de plaats waar ze de Pineapple hadden willen plaatsen een octogonaal tuinpaviljoen bouwen, dat bekend werd onder de naam The Folly. Het interieur werd bekleed met vroeg achttiende-eeuwse panelen afkomstig van een tuinpaviljoen van Polton House in Lothian.

## Bouw
De Dunmore Pineapple bevindt zich in de noordmuur van de ommuurde tuinen op de gronden van Dunmore Park. Het gebouw bestaat uit twee vleugels ingericht als opslagruimte en een centrale paviljoen waarvan de begane grond aan de zuidzijde is uitgevoerd in palladiaanse stijl.
Het centrale paviljoen heeft een koepel waarvan het bovenste deel de vorm van een ananas. De Dunmore Pineapple is 23 meter hoog. De stenen ananas is 8,2 meter hoog. Elk van de stenen ananasbladen heeft een eigen drainagesysteem om vorstschade te voorkomen.
Boven de zuidelijke ingang bevindt zich het heraldische wapen van de familie Douglas-Hamilton met het motto Fidelis in Adversis, dat in 1803 werd aangebracht door George Murray, vijfde graaf van Dunmore ter herinnering aan zijn huwelijk met Lady Susan Douglas-Hamilton, dochter van de hertog van Hamilton.
Ongeveer een kilometer ten noorden van de Pineapple bevindt zich Elphinstone Tower.

## Beheer
De Dunmore Pineapple wordt beheerd door de National Trust for Scotland.